# ルイジ・ボッケリーニ
ルイジ・ボッケリーニ（Ridolfo Luigi Boccherini, 1743年2月19日 - 1805年5月28日）は、イタリア・ルッカ生まれの作曲家、チェロ奏者。
同時代のハイドン、モーツァルトに比して現在では作曲家としては隠れた存在であるが、存命中はチェロ演奏家として名高く、チェロ協奏曲、チェロソナタに加え、弦楽四重奏曲を90曲以上、弦楽四重奏にチェロを1本加えた弦楽五重奏曲を100曲以上作曲し、自身で演奏も行った。その中でも弦楽五重奏曲ホ長調G275の第3楽章は「ボッケリーニのメヌエット」として有名である。
その作風はハイドンに似ていながら優美で時に憂いを含むものであり、ヴァイオリニストのジュゼッペ・プッポからはハイドン夫人（Signora Haydn）と呼ばれた。
台本作家のジョヴァンニ・ガストーネ・ボッケリーニは兄。

## 生涯
当時弦楽器が盛んだったイタリアのルッカに5人兄弟の3番目として生まれる。（ルッカは後にプッチーニの生誕地としても有名）。父レオポルドは町楽師のチェロ・コントラバス奏者だった。彼や、ルッカ大聖堂楽長のドメニコ・フランチェスコ・ヴァンヌッチらからチェロを学び、13歳でデビューを果たした。その後ローマでも研鑽を積み、20歳前半には父と共にウィーンの宮廷に勤め高い評価を得る。
父が亡くなった後はヴァイオリン奏者のフィリッポ・マンフレーディと組み、ヨーロッパ中で華々しく演奏活動を行う。1768年には演奏会の本場パリのコンセール・スピリチュエルで成功を収めるなど、名声を極めるが、1769年スペインの宮廷に招かれドン・ルイス皇子付き奏者兼作曲家となり、マドリードで後半生を送った。（同時期に画家のゴヤもドン・ルイス皇子の庇護を受けている）。
かつては1785年ドン・ルイス皇子の死去後はブランデンブルク＝プロイセンに渡りフリードリヒ・ヴィルヘルム2世に仕えたと伝えられていたが、実際には王室作曲家のままスペインを離れず、作品をブランデンブルク＝プロイセンに送っていたらしい。晩年は失職し貧困と忘却の内にこの世を去った。遺骨は1927年になり生地ルッカへと移されている。

## 作品
ボッケリーニはハイドン、モーツァルトと同時代の作曲家でありながら、彼らとは一味異なる独特な作風を固持しているといわれる。
つまりモチーフの展開を中心としたソナタ形式を必ずしも主体とせず、複数のメロディーを巧みに繰り返し織り交ぜながら情緒感を出していくのがその特徴で、時としてその音楽は古めかしいバロック音楽のようにも斬新なロマン派音楽のようにも聞こえる。また、後期の作品にはスペインの固有音楽を取り入れ国民楽派の先駆けとも思える作品を作っている。
これは一つにはボッケリーニ自身が当時まだ通奏低音に使われることの多かったチェロのヴィルトゥオーソであったため、自らを主演奏者とする形式性より即興性を生かした音楽を作ったこと、また、当時の音楽の中心地であるウィーンやパリから離れたスペインの地で活躍していたこともその理由として考えられる。
ボッケリーニの音楽史上の功績としては室内楽のジャンル確立が挙げられる。弦楽四重奏曲と、とりわけ弦楽五重奏曲では抜きん出た量と質を誇っているが、ジャンル確立に欠かせない四声を対等に扱うという点では最初期の作品（例えば弦楽四重奏曲Op.2 G.159～164（1761年））において十分完成されており、これは同時代のハイドンの作品群を凌駕している。
ベートーヴェンの活躍以降、ボッケリーニのような形式をさほど重視しない音楽は主流とは見なされず、20世紀まで一部の楽曲を除き忘れ去られていたが、近年になりその情緒的で優美な作品を再評価する動きも出てきており、その中にはチェリストのアンナー・ビルスマもいる。

## 逸話

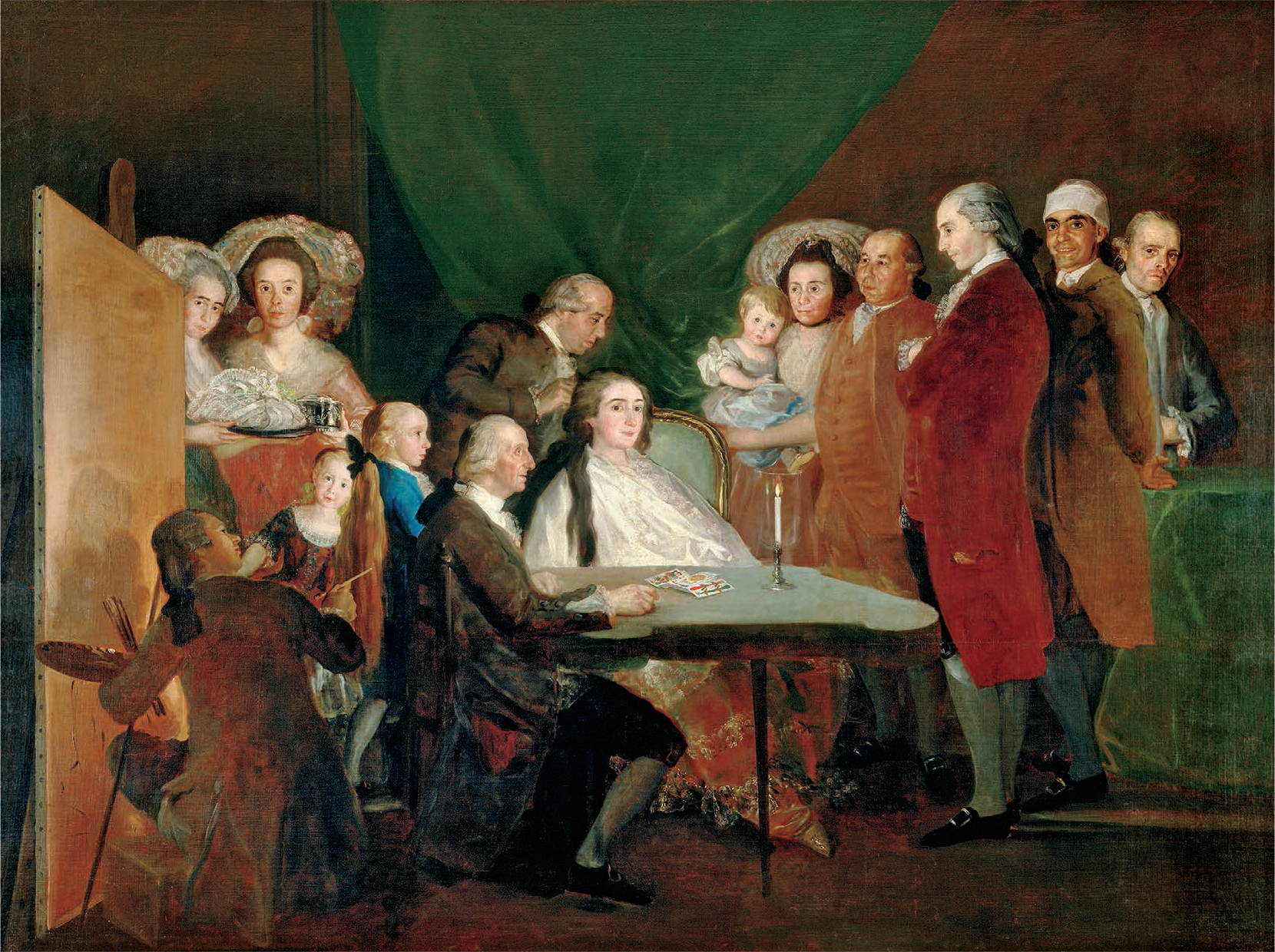
ドン・ルイス皇子の家族（1783）ゴヤ画（左脇の画家はゴヤ自身、右から３人目で立って腕組みしているのがボッケリーニと思われる）

ボッケリーニがマドリッドに来た時、王家直属の音楽長には同じイタリア人のガエターノ・ブルネッティが既に就任しており、ボッケリーニは王位を巡る紛争で幽閉状態であった王の弟ドン・ルイス皇子付き作曲家という地位に甘んじなければならなかった。この地位は生涯変わる事は無かったが、その謎を解く鍵となる逸話が、ボッケリーニの子孫に伝えられている。
ある日のこと、ボッケリーニの新しい室内楽の評判を聞いたカルロス皇子（後のカルロス4世）は、彼を宮廷に招き、自らその曲の演奏に加わる機会を作った。カルロス皇子は第1ヴァイオリンを担当した。途中、第1ヴァイオリンに「ド、シ、ド、シ」を繰り返す場面があり、暫く我慢していた皇子もその長さに痺れを切らしてこう言った。「ド、シ、ド、シ！こりゃひどい、初心者でもこうは書くまい！」ボッケリーニは反論する。「殿下、よくお聴き下さい、第1ヴァイオリンの繰り返しの間に奏でられる第2ヴァイオリンとヴィオラの響き、またチェロによるピチカートを！これらの音の対話が見事になされた時、そのフレーズが単調との思いは失われるでしょう」「ド、シ、ド、シ！半時も！なんと愉快な対話だ。下手な初学者の悪い見本だな」ボッケリーニは引かなかった。「殿下、斯様な判断をされる前に御自身の音楽への理解を御深め下さい」怒った皇子はボッケリーニの脚を掴み、窓から落とさんばかりであった。その後、二度と王家に呼ばれる事は無かった。
それから暫くしてブルネッティは王家への御追従から、ド、シ、ド、シをわざと繰り返す交響曲を作り「変人(Il maniatico)」と表題をつけたといわれている。

## 主な楽曲

### 交響曲
- 交響曲ニ長調G.490(1765頃)［3楽章］（カンタータ『サビネとローマの同盟』の序曲として作曲）
- 交響曲ニ長調G.500(1767出版)［4楽章］（偽作か，ドゥランジェ作曲？）
- 6つの交響曲Op.12(16) G.503～508(1771出版) 
  - 交響曲ニ長調Op.12-1 G.503［4楽章］
  - 交響曲変ホ長調Op.12-2 G.504［3楽章］（協奏交響曲的な作品）
  - 交響曲ハ長調Op.12-3 G.505［4楽章］
  - 交響曲ニ短調Op.12-4 G.506『悪魔の家』［3楽章］（グルックの『ドン・ジュアン』シャコンヌの主題に基づく）
  - 交響曲変ロ長調Op.12-5 G.507［4楽章］
  - 交響曲イ長調Op.12-6 G.508［4楽章］
- 6つの交響曲Op.21(22) G.493～498(1775) 
  - 交響曲変ロ長調Op.21-1 G.493［3楽章］
  - 交響曲変ホ長調Op.21-2 G.494［3楽章］
  - 交響曲ハ長調Op.21-3 G.495［3楽章］
  - 交響曲ニ長調Op.21-4 G.496［3楽章］
  - 交響曲変ロ長調Op.21-5 G.497［3楽章］
  - 交響曲イ長調Op.21-6 G.498［3楽章］
- 6つの交響曲Op.35 G.509～514(1782) 
  - 交響曲ニ長調Op.35-1 G.509［3楽章］
  - 交響曲変ホ長調Op.35-2 G.510［3楽章］
  - 交響曲イ長調Op.35-3 G.511［3楽章］
  - 交響曲ヘ長調Op.35-4 G.512［3楽章］
  - 交響曲変ホ長調Op.35-5 G.513［3楽章］
  - 交響曲変ロ長調Op.35-6 G.514［3楽章］
- 4つの交響曲Op.37 G.515～518(1786) 
  - 交響曲ハ長調Op.37-1 G.515 ［4楽章］
  - 交響曲ニ長調Op.37-2 G.516［4楽章］(2004年再発見)
  - 交響曲ニ短調Op.37-3 G.517『神のもの』［4楽章］
  - 交響曲イ長調Op.37-4 G.518 ［4楽章］
- 交響曲ハ短調Op.41 G.519(1788/1797出版)［4楽章］
- 交響曲ニ長調Op.42 G.520(1789)［4楽章］
- 交響曲（序曲）ニ長調Op.43 G.521(1790)［1楽章］
- 交響曲ニ短調Op.45 G.522(1792)［4楽章］
- 交響曲ハ長調G.523『ギターオブリガート付き』(1798?)［3楽章］（弦楽五重奏曲Op.10-4より編曲）
- 協奏交響曲ハ長調Op.7(8) G.491(1770出版)[2vn,Orch]［3楽章］

### その他の管弦楽曲
- セレナードニ長調G.501(1776頃/1777出版)［7楽章］
- 6つのディヴェルティメントG.492

### 協奏曲
- ピアノ協奏曲変ホ長調G.487［3楽章］（おそらく偽作）
- ヴァイオリン協奏曲ト長調G.485［3楽章］（おそらく偽作）
- ヴァイオリン協奏曲ニ長調G.486(1924出版)［3楽章］（おそらく偽作）
- チェロ協奏曲第1番変ホ長調G.474(1770～72以前)［3楽章］（疑作）
- チェロ協奏曲第2番イ長調G.475［3楽章］
- チェロ協奏曲第3番ニ長調G.476(1767?)［3楽章］
- チェロ協奏曲第4番ハ長調G.477(1770出版)［3楽章］
- チェロ協奏曲第5番ニ長調G.478［3楽章］（20世紀に発見，疑作）
- チェロ協奏曲第6番ニ長調G.479(1770出版)［3楽章］（カサドがギター協奏曲に編曲）
- チェロ協奏曲第7番ト長調G.480(1770出版)［3楽章］（グリュッツマッヒャー編の原曲）
- チェロ協奏曲第8番ハ長調G.481(1771出版)［3楽章］
- チェロ協奏曲第9番変ロ長調G.482(1785頃?/1949出版)［3楽章］（グリュッツマッヒャー編の原曲）
- チェロ協奏曲第10番ニ長調(Op.34) G.483(1782?/1785出版)［3楽章］
- チェロ協奏曲第11番ハ長調G.573(1766?)［3楽章］（20世紀発見，疑作）
- チェロ協奏曲第12番変ホ長調(G.番号なし)［3楽章］（1986発見，偽作か）
- フルート協奏曲ニ長調(Op.27) G.489(1770～73頃/1780頃出版)（偽作，ポコルニー作曲）
- フルート協奏曲ニ長調G.575（G.479より，偽作か）
- フルート協奏曲ニ長調(1767?/1981発見)

### 弦楽六重奏曲
- 6つの協奏的六重奏曲Op.23(24) G.454～459(1776)[2vn,2va,2vc] 
  - 協奏的六重奏曲変ホ長調Op.23-1 G.454［3楽章］
  - 協奏的六重奏曲変ロ長調Op.23-2 G.455［4楽章］
  - 協奏的六重奏曲ホ長調Op.23-3 G.456［4楽章］
  - 協奏的六重奏曲ヘ短調Op.23-4 G.457［4楽章］
  - 協奏的六重奏曲ニ長調Op.23-5 G.458［4楽章］
  - 協奏的六重奏曲ヘ長調Op.23-6 G.459［4楽章］
- 弦楽六重奏曲ニ長調G.460[3vn,va,2vc]（偽作か）

### 弦楽五重奏曲
- 6つの弦楽五重奏曲Op.10(12) G.265～270(1771)[2vn,va,2vc] 
  - 弦楽五重奏曲イ長調Op.10-1 G.265［4楽章］
  - 弦楽五重奏曲変ホ長調Op.10-2 G.266［4楽章］
  - 弦楽五重奏曲ハ短調Op.10-3 G.267［4楽章］
  - 弦楽五重奏曲ハ長調Op.10-4 G.268［3楽章］
  - 弦楽五重奏曲変ホ長調Op.10-5 G.269［3楽章］
  - 弦楽五重奏曲ニ長調Op.10-6 G.270［3楽章］
- 6つの弦楽五重奏曲Op.11(13) G.271～276(1771)[2vn,va,2vc] 
  - 弦楽五重奏曲変ロ長調Op.11-1 G.271［3楽章］
  - 弦楽五重奏曲イ長調Op.11-2 G.272［4楽章］
  - 弦楽五重奏曲ハ長調Op.11-3 G.273［4楽章］
  - 弦楽五重奏曲ヘ短調Op.11-4 G.274［4楽章］
  - 弦楽五重奏曲ホ長調Op.11-5 G.275［4楽章］（第3楽章は『ボッケリーニのメヌエット』として有名）
  - 弦楽五重奏曲ニ長調Op.11-6 G.276『鳥小屋』［3楽章］（ドン・ルイス皇子の鳥小屋を模した音楽）
- 6つの弦楽五重奏曲Op.13(20) G.277～282(1772)[2vn,va,2vc] 
  - 弦楽五重奏曲変ホ長調Op.13-1 G.277［4楽章］
  - 弦楽五重奏曲ハ長調Op.13-2 G.278［3楽章］
  - 弦楽五重奏曲ヘ長調Op.13-3 G.279［4楽章］
  - 弦楽五重奏曲ニ短調Op.13-4 G.280［3楽章］
  - 弦楽五重奏曲イ長調Op.13-5 G.281［3楽章］
  - 弦楽五重奏曲ホ長調Op.13-6 G.282［4楽章］
- 6つの弦楽五重奏曲Op.18(17) G.283～288(1774)[2vn,va,2vc] 
  - 弦楽五重奏曲ハ短調Op.18-1 G.283［4楽章］
  - 弦楽五重奏曲ニ長調Op.18-2 G.284［4楽章］
  - 弦楽五重奏曲変ホ長調Op.18-3 G.285［4楽章］
  - 弦楽五重奏曲ハ長調Op.18-4 G.286［4楽章］
  - 弦楽五重奏曲ニ短調Op.18-5 G.287［3楽章］
  - 弦楽五重奏曲ホ長調Op.18-6 G.288［4楽章］
- 6つの弦楽五重奏曲Op.20(23) G.289～294(1775)[2vn,va,2vc] 
  - 弦楽五重奏曲変ホ長調Op.20-1 G.289［5楽章］
  - 弦楽五重奏曲変ロ長調Op.20-2 G.290［4楽章］
  - 弦楽五重奏曲変ホ長調Op.20-3 G.291［4楽章］
  - 弦楽五重奏曲ト長調Op.20-4 G.292［4楽章］
  - 弦楽五重奏曲ニ短調Op.20-5 G.293［4楽章］
  - 弦楽五重奏曲ホ長調Op.20-6 G.294［4楽章］
- 6つの弦楽五重奏曲Op.25 G.295～300(1778)[2vn,va,2vc] 
  - 弦楽五重奏曲ニ短調Op.25-1(36-1) G.295［3楽章］
  - 弦楽五重奏曲変ホ長調Op.25-2(36-2) G.296［3楽章］
  - 弦楽五重奏曲イ長調Op.25-3(36-3) G.297［3楽章］
  - 弦楽五重奏曲ハ長調Op.25-4(47-9) G.298［4楽章］
  - 弦楽五重奏曲ニ長調Op.25-5(37-17) G.299［5楽章］
  - 弦楽五重奏曲イ短調Op.25-6(47-5) G.300［4楽章］
- 6つの小弦楽五重奏曲Op.27(33,49) G.301～306(1779)[2vn,va,2vc] 
  - 小弦楽五重奏曲イ長調Op.27-1 G.301［2楽章］
  - 小弦楽五重奏曲ト長調Op.27-2 G.302［2楽章］
  - 小弦楽五重奏曲ホ長調Op.27-3 G.303［2楽章］
  - 小弦楽五重奏曲変ホ長調Op.27-4 G.304［2楽章］
  - 小弦楽五重奏曲ト短調Op.27-5 G.305［2楽章］
  - 小弦楽五重奏曲ロ短調Op.27-6 G.306［2楽章］
- 6つの弦楽五重奏曲Op.28 G.307～312(1779)[2vn,va,2vc] 
  - 弦楽五重奏曲ヘ長調Op.28-1(37-14) G.307［4楽章］
  - 弦楽五重奏曲イ長調Op.28-2(37-18) G.308［4楽章］
  - 弦楽五重奏曲変ホ長調Op.28-3(51-1) G.309［4楽章］
  - 弦楽五重奏曲ハ長調Op.28-4(37-7) G.310［4楽章］
  - 弦楽五重奏曲ニ短調Op.28-5(51-1) G.311［4楽章］
  - 弦楽五重奏曲変ロ長調Op.28-6(37-15) G.312［4楽章］
- 6つの弦楽五重奏曲Op.29 G.313～318(1779)[2vn,va,2vc] 
  - 弦楽五重奏曲ニ長調Op.29-1(47-12) G.313［4楽章］
  - 弦楽五重奏曲ハ短調Op.29-2(48-1) G.314［4楽章］
  - 弦楽五重奏曲ヘ長調Op.29-3(48-2) G.315［3楽章］
  - 弦楽五重奏曲イ長調Op.29-4(48-6) G.316［4楽章］
  - 弦楽五重奏曲変ホ長調Op.29-5(47-11) G.317［3楽章］
  - 弦楽五重奏曲ト短調Op.29-6(48-3) G.318［3楽章］
- 6つの小弦楽五重奏曲Op.30 G.319～324(1780)[2vn,va,2vc] 
  - 小弦楽五重奏曲変ロ長調Op.30-1 G.319［2楽章］
  - 小弦楽五重奏曲イ短調Op.30-2 G.320［2楽章］
  - 小弦楽五重奏曲ハ長調Op.30-3 G.321［2楽章］
  - 小弦楽五重奏曲変ホ長調Op.30-4 G.322［2楽章］
  - 小弦楽五重奏曲ホ短調Op.30-5 G.323［2楽章］
  - 小弦楽五重奏曲ハ長調Op.30-6 G.324『マドリッドの通りの夜の音楽』［5楽章］
- 6つの弦楽五重奏曲Op.31 G.325～330(1780)[2vn,va,2vc] 
  - 弦楽五重奏曲変ホ長調Op.31-1(48-5) G.325［4楽章］
  - 弦楽五重奏曲ト長調Op.31-2 G.326［4楽章］
  - 弦楽五重奏曲変ロ長調Op.31-3 G.327［4楽章］
  - 弦楽五重奏曲ハ短調Op.31-4(47-10) G.328［4楽章］
  - 弦楽五重奏曲イ長調Op.31-5 G.329［4楽章］
  - 弦楽五重奏曲ヘ長調Op.31-6(48-4) G.330［4楽章］
- 6つの小弦楽五重奏曲Op.36 G.331～336(1784～86)[2vn,va,2vc] 
  - 小弦楽五重奏曲変ホ長調Op.36-1 G.331［2楽章］
  - 小弦楽五重奏曲ニ長調Op.36-2 G.332［2楽章］
  - 小弦楽五重奏曲ト長調Op.36-3 G.333［2楽章］
  - 小弦楽五重奏曲イ短調Op.36-4 G.334［2楽章］
  - 小弦楽五重奏曲ト短調Op.36-5 G.335［2楽章］
  - 小弦楽五重奏曲ヘ長調Op.36-6 G.336［2楽章］
- 3つの弦楽五重奏曲Op.39 G.337～339(1787)[2vn,va,vc,cb] 
  - 弦楽五重奏曲変ロ長調Op.39-1(37-20) G.337［6楽章］
  - 弦楽五重奏曲ヘ長調Op.39-2(47-4) G.338［4楽章］
  - 弦楽五重奏曲ニ長調Op.39-3(37-23) G.339［3楽章］
- 6つの小弦楽五重奏曲Op.40(50) G.340～345(1788)[2vn,va,2vc] 
  - 小弦楽五重奏曲イ長調Op.40-1(50-4) G.340［2楽章］
  - 小弦楽五重奏曲ニ長調Op.40-2(50-2) G.341『ファンダンゴ』［3楽章］
  - 小弦楽五重奏曲ニ長調Op.40-3(50-3) G.342［2楽章］
  - 小弦楽五重奏曲ハ長調Op.40-4(50-1) G.343［2楽章］
  - 小弦楽五重奏曲ホ短調Op.40-5(50-5) G.344［2楽章］
  - 小弦楽五重奏曲変ロ長調Op.40-6(50-6) G.345［2楽章］
- 2つの弦楽五重奏曲Op.41 G.346～347(1788)[2vn,va,2vc] 
  - 弦楽五重奏曲変ホ長調Op.41-1(37-12) G.346［4楽章］
  - 弦楽五重奏曲ヘ長調Op.41-2(37-22) G.347［4楽章］
- 4つの弦楽五重奏曲Op.42 G.348～351(1789)[2vn,va,2vc] 
  - 弦楽五重奏曲ヘ短調Op.42-1(37-19) G.348［4楽章］
  - 弦楽五重奏曲ハ長調Op.42-2(47-8) G.349［4楽章］
  - 弦楽五重奏曲ロ短調Op.42-3 G.350［2楽章］
  - 弦楽五重奏曲ト短調Op.42-4(37-13) G.351［4楽章］
- 3つの弦楽五重奏曲Op.43 G.352～354(1790)[2vn,va,2vc] 
  - 弦楽五重奏曲変ホ長調Op.43-1 G.352［2楽章］
  - 弦楽五重奏曲ニ長調Op.43-2 G.353［3楽章］
  - 弦楽五重奏曲ヘ長調Op.43-3(47-3) G.354［3楽章］
- 4つの弦楽五重奏曲Op.45 G.355～358(1792)[2vn,va,2vc] 
  - 弦楽五重奏曲ハ短調Op.45-1(37-18) G.355［4楽章］
  - 弦楽五重奏曲イ長調Op.45-2(37-4) G.356［4楽章］
  - 弦楽五重奏曲変ロ長調Op.45-3(47-1) G.357［4楽章］
  - 弦楽五重奏曲ハ長調Op.45-4(37-1) G.358［4楽章］
- 6つの弦楽五重奏曲Op.46 G.359～364(1793)[2vn,va,2vc] 
  - 弦楽五重奏曲変ロ長調Op.46-1(37-10) G.359［4楽章］
  - 弦楽五重奏曲ニ短調Op.46-2(47-2) G.360［4楽章］
  - 弦楽五重奏曲ハ長調Op.46-3(37-16) G.361［4楽章］
  - 弦楽五重奏曲ト短調Op.46-4(37-2) G.362［4楽章］
  - 弦楽五重奏曲ヘ長調Op.46-5(37-21) G.363［4楽章］
  - 弦楽五重奏曲変ホ長調Op.46-6(37-3) G.364［4楽章］
- 5つの弦楽五重奏曲Op.49 G.365～369(1794)[2vn,va,2vc] 
  - 弦楽五重奏曲ニ長調Op.49-1(37-11) G.365［4楽章］
  - 弦楽五重奏曲変ロ長調Op.49-2(37-9) G.366［4楽章］
  - 弦楽五重奏曲変ホ長調Op.49-3(47-7) G.367［4楽章］
  - 弦楽五重奏曲ニ短調Op.49-4(37-6) G.368［4楽章］
  - 弦楽五重奏曲変ホ長調Op.49-5(37-5) G.369［4楽章］
- 6つの小弦楽五重奏曲Op.50 G.370～375(1795)[2vn,va,2vc] 
  - 小弦楽五重奏曲イ長調Op.50-1(51-4) G.370［2楽章］
  - 小弦楽五重奏曲変ホ長調Op.50-2(51-5) G.371［2楽章］
  - 小弦楽五重奏曲変ロ長調Op.50-3 G.372［2楽章］
  - 小弦楽五重奏曲ホ長調Op.50-4(51-6) G.373［2楽章］
  - 小弦楽五重奏曲ハ長調Op.50-5(51-3) G.374［2楽章］
  - 小弦楽五重奏曲変ロ長調Op.50-6 G.375［2楽章］
- 2つの弦楽五重奏曲Op.51 G.376～377(1795)[2vn,va,2vc] 
  - 弦楽五重奏曲変ホ長調Op.51-1(47-6) G.376［4楽章］
  - 弦楽五重奏曲ハ短調Op.51-2(37-24) G.377［4楽章］
- 6つの弦楽五重奏曲Op.60 G.391～396(1801)[2vn,2va,vc] 
  - 弦楽五重奏曲ハ長調Op.60-1 G.391［5楽章］
  - 弦楽五重奏曲変ロ長調Op.60-2 G.392［3楽章］
  - 弦楽五重奏曲イ長調Op.60-3 G.393［4楽章］
  - 弦楽五重奏曲変ホ長調Op.60-4 G.394 〔消失〕
  - 弦楽五重奏曲ト長調Op.60-5 G.395［4楽章］
  - 弦楽五重奏曲ヘ長調Op.60-6 G.396［4楽章］
- 6つの弦楽五重奏曲Op.62 G.397～402(1802)[2vn,2va,vc] 
  - 弦楽五重奏曲ハ長調Op.62-1 G.397［4楽章］
  - 弦楽五重奏曲変ホ長調Op.62-2 G.398［4楽章］
  - 弦楽五重奏曲ヘ長調Op.62-3 G.399［4楽章］
  - 弦楽五重奏曲変ロ長調Op.62-4 G.400［4楽章］
  - 弦楽五重奏曲ニ長調Op.62-6 G.401［3楽章］
  - 弦楽五重奏曲ホ長調Op.62-6 G.402［3楽章］

### 弦楽四重奏曲
- 6つの弦楽四重奏曲Op.2 G.159～164(1761) 
  - 弦楽四重奏曲ハ短調Op.2-1 G.159［3楽章］
  - 弦楽四重奏曲変ロ長調Op.2-2 G.160［3楽章］
  - 弦楽四重奏曲ニ長調Op.2-3 G.161［3楽章］
  - 弦楽四重奏曲変ホ長調Op.2-4 G.162［3楽章］
  - 弦楽四重奏曲ホ長調Op.2-5 G.163［3楽章］
  - 弦楽四重奏曲ハ長調Op.2-6 G.164［3楽章］
- 6つの弦楽四重奏曲Op.8 G.165～170(1769) 
  - 弦楽四重奏曲ニ長調Op.8-1 G.165［3楽章］
  - 弦楽四重奏曲ハ短調Op.8-2 G.166［3楽章］
  - 弦楽四重奏曲変ホ長調Op.8-3 G.167［3楽章］
  - 弦楽四重奏曲ト短調Op.8-4 G.168［3楽章］
  - 弦楽四重奏曲ヘ長調Op.8-5 G.169［3楽章］
  - 弦楽四重奏曲イ長調Op.8-6 G.170［3楽章］
- 6つの弦楽四重奏曲Op.9(10) G.171～176(1770) 
  - 弦楽四重奏曲ハ短調Op.9-1 G.171［4楽章］
  - 弦楽四重奏曲ニ短調Op.9-2 G.172［3楽章］
  - 弦楽四重奏曲ヘ長調Op.9-3 G.173［3楽章］
  - 弦楽四重奏曲変ホ長調Op.9-4 G.174［3楽章］
  - 弦楽四重奏曲ニ長調Op.9-5 G.175［3楽章］
  - 弦楽四重奏曲ホ長調Op.9-6 G.176［4楽章］
- 6つの弦楽四重奏曲（ディヴェルティメント）Op.15(11) G.177～182(1772) 
  - 弦楽四重奏曲ニ長調Op.15-1 G.177［2楽章］
  - 弦楽四重奏曲ヘ長調Op.15-2 G.178［2楽章］
  - 弦楽四重奏曲ホ長調Op.15-3 G.179［2楽章］
  - 弦楽四重奏曲ヘ長調Op.15-4 G.180［2楽章］
  - 弦楽四重奏曲変ホ長調Op.15-5 G.181［2楽章］
  - 弦楽四重奏曲ハ短調Op.15-6 G.182［2楽章］
- 6つの小弦楽四重奏曲Op.22(26) G.183～188(1775) 
  - 小弦楽四重奏曲ハ長調Op.22-1 G.183［2楽章］
  - 小弦楽四重奏曲ニ長調Op.22-2 G.184［2楽章］
  - 小弦楽四重奏曲変ホ長調Op.22-3 G.185［2楽章］
  - 小弦楽四重奏曲変ロ長調Op.22-4 G.186［2楽章］
  - 小弦楽四重奏曲イ短調Op.22-5 G.187［2楽章］
  - 小弦楽四重奏曲ハ長調Op.22-6 G.188［2楽章］
- 6つの弦楽四重奏曲Op.24 G.189～194(1776～78) 
  - 弦楽四重奏曲ニ長調Op.24-1(27-5) G.189［3楽章］
  - 弦楽四重奏曲イ長調Op.24-2(27-4) G.190［3楽章］
  - 弦楽四重奏曲変ホ長調Op.24-3(27-1) G.191［3楽章］
  - 弦楽四重奏曲ハ長調Op.24-4(27-3) G.192［3楽章］
  - 弦楽四重奏曲ハ短調Op.24-5(27-6) G.193［3楽章］
  - 弦楽四重奏曲ト短調Op.24-6(27-2) G.194［3楽章］
- 6つの弦楽四重奏曲Op.26(32) G.195～200(1778) 
  - 弦楽四重奏曲変ロ長調Op.26-1 G.195［2楽章］
  - 弦楽四重奏曲ト短調Op.26-2 G.196［2楽章］
  - 弦楽四重奏曲変ホ長調Op.26-3 G.197［2楽章］
  - 弦楽四重奏曲イ長調Op.26-4 G.198［2楽章］
  - 弦楽四重奏曲ヘ長調Op.26-5 G.199［2楽章］
  - 弦楽四重奏曲ヘ短調Op.26-6 G.200［2楽章］
- 6つの弦楽四重奏曲Op.32(33) G.201～206(1780) 
  - 弦楽四重奏曲変ホ長調Op.32-1 G.201［4楽章］
  - 弦楽四重奏曲ホ短調Op.32-2 G.202［5楽章］
  - 弦楽四重奏曲ニ短調Op.32-3 G.203［3楽章］
  - 弦楽四重奏曲ハ長調Op.32-4 G.204［3楽章］
  - 弦楽四重奏曲ト短調Op.32-5 G.205［4楽章］
  - 弦楽四重奏曲イ長調Op.32-6 G.206［4楽章］
- 6つの小弦楽四重奏曲Op.33 G.201～212(1781) 
  - 小弦楽四重奏曲ホ長調Op.33-1 G.207［2楽章］
  - 小弦楽四重奏曲ハ長調Op.33-2 G.208［2楽章］
  - 小弦楽四重奏曲ト長調Op.33-3 G.209［2楽章］
  - 小弦楽四重奏曲変ロ長調Op.33-4 G.210［2楽章］
  - 小弦楽四重奏曲ホ短調Op.33-5 G.211［2楽章］
  - 小弦楽四重奏曲変ホ長調Op.33-6 G.212［2楽章］
- 弦楽四重奏曲イ長調Op.39 G.213(1787)［4楽章］
- 2つの弦楽四重奏曲Op.41 G.214～215(1788) 
  - 弦楽四重奏曲ハ短調Op.41-1(39-6) G.214［4楽章］
  - 弦楽四重奏曲ハ長調Op.41-2(39-5) G.215［4楽章］
- 2つの小弦楽四重奏曲Op.42 G.216～217(1789) 
  - 小弦楽四重奏曲イ長調Op.42-1 G.216［2楽章］
  - 小弦楽四重奏曲ハ長調Op.42-2 G.217［2楽章］
- 2つの小弦楽四重奏曲Op.43 G.218～219(1790) 
  - 小弦楽四重奏曲イ長調Op.43-1 G.218［2楽章］
  - 小弦楽四重奏曲イ長調Op.43-2 G.219［2楽章］
- 6つの小弦楽四重奏曲Op.44 G.220～225(1792) 
  - 小弦楽四重奏曲変ロ長調Op.44-1 G.220［2楽章］
  - 小弦楽四重奏曲ホ短調Op.44-2 G.221［3楽章］
  - 小弦楽四重奏曲ヘ長調Op.44-3 G.222［3楽章］
  - 小弦楽四重奏曲ト長調Op.44-4 G.223『暴君』［2楽章］
  - 小弦楽四重奏曲ニ長調Op.44-5 G.224［2楽章］
  - 小弦楽四重奏曲変ホ長調Op.44-6 G.225
- 6つの小弦楽四重奏曲Op.48 G.226～231(1794) 
  - 小弦楽四重奏曲ヘ長調Op.48-1 G.226［2楽章］
  - 小弦楽四重奏曲イ長調Op.48-2 G.227［2楽章］
  - 小弦楽四重奏曲ロ短調Op.48-3 G.228［2楽章］
  - 小弦楽四重奏曲変ホ長調Op.48-4 G.229［2楽章］
  - 小弦楽四重奏曲ト長調Op.48-5 G.230［2楽章］
  - 小弦楽四重奏曲ハ長調Op.48-6 G.231［2楽章］
- 4つの弦楽四重奏曲Op.52 G.232～235(1795) 
  - 弦楽四重奏曲ハ長調Op.52-1(39-7) G.232［4楽章］
  - 弦楽四重奏曲ニ長調Op.52-2(39-4) G.233［4楽章］
  - 弦楽四重奏曲ト長調Op.52-3(39-1) G.234［4楽章］
  - 弦楽四重奏曲ヘ短調Op.52-4(39-9) G.235［4楽章］
- 6つの小弦楽四重奏曲Op.53 G.236～241(1796) 
  - 小弦楽四重奏曲変ホ長調Op.53-1(40-2) G.236［2楽章］
  - 小弦楽四重奏曲ニ長調Op.53-2(40-3) G.237［2楽章］
  - 小弦楽四重奏曲ハ長調Op.53-3(40-4) G.238［2楽章］
  - 小弦楽四重奏曲イ長調Op.53-4(40-6) G.239［2楽章］
  - 小弦楽四重奏曲ハ長調Op.53-5(40-1) G.240［2楽章］
  - 小弦楽四重奏曲変ホ長調Op.53-6(40-5) G.241［2楽章］
- 6つの弦楽四重奏曲Op.58 G.242～247(1799) 
  - 弦楽四重奏曲ハ長調Op.58-1 G.242［3楽章］
  - 弦楽四重奏曲変ホ長調Op.58-2 G.243［4楽章］
  - 弦楽四重奏曲変ロ長調Op.58-3 G.244［3楽章］
  - 弦楽四重奏曲ロ短調Op.58-4 G.245［3楽章］
  - 弦楽四重奏曲ニ長調Op.58-5 G.246［2楽章］
  - 弦楽四重奏曲変ホ長調Op.58-6 G.247［3楽章］
- 2つの弦楽四重奏曲Op.64 G.248,249(1804) （ボッケリーニ最後の作品群）
  - 弦楽四重奏曲ヘ長調Op.64-1 G.248［2楽章］
  - 弦楽四重奏曲ニ長調Op.64-2 G.249［1楽章］〔未完〕

### 弦楽三重奏曲
- 6つの小弦楽三重奏曲Op.1(2) G.77～82(1760)[2vn,低音楽器] （ボッケリーニ最初の作品群）
  - 小弦楽三重奏曲ヘ長調Op.1-1 G.77［6楽章］
  - 小弦楽三重奏曲変ロ長調Op.1-2 G.78［6楽章］
  - 小弦楽三重奏曲イ長調Op.1-3 G.79［6楽章］
  - 小弦楽三重奏曲ニ長調Op.1-4 G.80［6楽章］
  - 小弦楽三重奏曲ト長調Op.1-5 G.81［6楽章］
  - 小弦楽三重奏曲ハ長調Op.1-6 G.82［6楽章］
- 6つの弦楽三重奏曲Op.4(7) G.83～88(1766)[2vn,低音楽器] 
  - 弦楽三重奏曲変ホ長調Op.4-1 G.83［3楽章］
  - 弦楽三重奏曲変ロ長調Op.4-2 G.84［3楽章］
  - 弦楽三重奏曲ホ長調Op.4-3 G.85［4楽章］
  - 弦楽三重奏曲ヘ短調Op.4-4 G.86［3楽章］
  - 弦楽三重奏曲ニ長調Op.4-5 G.87［3楽章］
  - 弦楽三重奏曲ヘ長調Op.4-6 G.88［3楽章］
- 6つの弦楽三重奏曲Op.6(9) G.89～94(1769)[2vn,vc] 
  - 弦楽三重奏曲変ロ長調Op.6-1 G.89［3楽章］
  - 弦楽三重奏曲変ホ長調Op.6-2 G.90［3楽章］
  - 弦楽三重奏曲イ長調Op.6-3 G.91［3楽章］
  - 弦楽三重奏曲ヘ長調Op.6-4 G.92［3楽章］
  - 弦楽三重奏曲ト短調Op.6-5 G.93［3楽章］
  - 弦楽三重奏曲ハ長調Op.6-6 G.94［3楽章］
- 6つの弦楽三重奏曲Op.14(9) G.95～100(1772)[vn,va,vc] 
  - 弦楽三重奏曲ヘ長調Op.14-1 G.95［3楽章］
  - 弦楽三重奏曲ハ短調Op.14-2 G.96［3楽章］
  - 弦楽三重奏曲イ長調Op.14-3 G.97［4楽章］
  - 弦楽三重奏曲ニ長調Op.14-4 G.98［3楽章］
  - 弦楽三重奏曲変ホ長調Op.14-5 G.99［3楽章］
  - 弦楽三重奏曲ヘ長調Op.14-6 G.100［3楽章］
- 6つの弦楽三重奏曲Op.34(35) G.101～106(1781)[2vn,vc] 
  - 弦楽三重奏曲ヘ短調Op.34-1 G.101［3楽章］
  - 弦楽三重奏曲ト長調Op.34-2 G.102［4楽章］
  - 弦楽三重奏曲変ホ長調Op.34-3 G.103［4楽章］
  - 弦楽三重奏曲ニ長調Op.34-4 G.104［3楽章］
  - 弦楽三重奏曲ハ長調Op.34-5 G.105［3楽章］
  - 弦楽三重奏曲ホ長調Op.34-6 G.106［4楽章］
- 6つの小弦楽三重奏曲Op.47(38) G.107～112(1793)[vn,va,vc] 
  - 小弦楽三重奏曲イ長調Op.47-1 G.107［2楽章］
  - 小弦楽三重奏曲ト長調Op.47-2 G.108［2楽章］
  - 小弦楽三重奏曲変ロ長調Op.47-3 G.109［2楽章］
  - 小弦楽三重奏曲変ホ長調Op.47-4 G.110［2楽章］
  - 小弦楽三重奏曲ニ長調Op.47-5 G.111［2楽章］
  - 小弦楽三重奏曲ヘ長調Op.47-6 G.112［2楽章］
- 6つの弦楽三重奏曲Op.54 G.113～118(1796)[2vn,vc] 
  - 弦楽三重奏曲ニ長調Op.54-1(44-6) G.113［3楽章］
  - 弦楽三重奏曲ト長調Op.54-2 G.114［3楽章］
  - 弦楽三重奏曲変ホ長調Op.54-3 G.115［4楽章］
  - 弦楽三重奏曲ハ長調Op.54-4(44-1) G.116［4楽章］
  - 弦楽三重奏曲ニ短調Op.54-5(44-3) G.117［4楽章］
  - 弦楽三重奏曲イ長調Op.54-6(44-2) G.118［4楽章］

### その他の室内楽曲
- 八重奏曲ト長調Op.38-4(41) G.470(1787/1798版)[2vn,va,2vc,fl/ob,hrn,fg]［3楽章］
- 6つの六重奏曲Op.16 G.461 - 6 
  - 六重奏曲イ長調Op.16-1 G.461
  - 六重奏曲ヘ長調Op.16-2 G.462
  - 六重奏曲イ長調Op.16-3 G.463
  - 六重奏曲変ホ長調Op.16-4 G.464
  - 六重奏曲イ長調Op.16-5 G.465
  - 六重奏曲ハ長調Op.16-6 G.466
- 6つの六重奏曲Op.38(1787)[vn,va,fl/ob,hrn,fg,cb] 
  - 六重奏曲変ホ長調Op.38-1(42-2) G.467(1787)[vn,va,fl/ob,hrn,fg,cb]［3楽章］
  - 六重奏曲変ホ長調Op.38-5(42-1) G.471(1787)[2vn,va,2vc,hrn]［2楽章］
  - 六重奏曲変ロ長調Op.38-6 G.472(1787)[2vn,va,vc,ob,fg]［2楽章］
- 6つのピアノ五重奏曲Op.56 G.407～412(1797)[p,2vn,va,vc] 
  - ピアノ五重奏曲ホ短調Op.56-1(46-4) G.407［4楽章］
  - ピアノ五重奏曲ヘ長調Op.56-2(46-1) G.408［4楽章］
  - ピアノ五重奏曲ハ長調Op.56-3(46-6) G.409［3楽章］
  - ピアノ五重奏曲変ホ長調Op.56-4(46-3) G.410［3楽章］
  - ピアノ五重奏曲ニ長調Op.56-5(46-5) G.411［4楽章］
  - ピアノ五重奏曲イ短調Op.56-6(46-2) G.412［4楽章］
- 6つの協奏的ピアノ五重奏曲Op.57 G.413～418(1799)[p,2vn,va,vc] 
  - ピアノ五重奏曲イ長調Op.57-1 G.413［4楽章］
  - ピアノ五重奏曲変ロ長調Op.57-2 G.414［4楽章］
  - ピアノ五重奏曲ホ短調Op.57-3 G.415［4楽章］
  - ピアノ五重奏曲ニ短調Op.57-4 G.416［3楽章］
  - ピアノ五重奏曲ホ長調Op.57-5 G.417［3楽章］
  - ピアノ五重奏曲ハ長調Op.57-6 G.418［4楽章］
- 6つのフルート小五重奏曲Op.17(21) G.419～424(1773)[fl,2vn,va,vc] 
  - フルート小五重奏曲ニ長調Op.17-1 G.419［2楽章］
  - フルート小五重奏曲ハ長調Op.17-2 G.420［2楽章］
  - フルート小五重奏曲ニ短調Op.17-3 G.421［2楽章］
  - フルート小五重奏曲変ロ長調Op.17-4 G.422［2楽章］
  - フルート小五重奏曲ト長調Op.17-5 G.423［2楽章］
  - フルート小五重奏曲変ホ長調Op.17-6 G.424［2楽章］
- 6つのフルート小五重奏曲Op.19(25) G.425～430(1774)[fl,2vn,va,vc] 
  - フルート小五重奏曲変ホ長調Op.19-1 G.425［2楽章］
  - フルート小五重奏曲ト短調Op.19-2 G.426［2楽章］
  - フルート小五重奏曲ハ長調Op.19-3 G.427［2楽章］
  - フルート小五重奏曲ニ長調Op.19-4 G.428［2楽章］
  - フルート小五重奏曲変ロ長調Op.19-5 G.429［2楽章］
  - フルート小五重奏曲ニ長調Op.19-6 G.430［4楽章］
- 6つのフルート（オーボエ）小五重奏曲Op.55(45) G.431 - 436(1797)[fl/ob,2vn,va,vc] 
  - フルート小五重奏曲ト長調Op.55-1 G.431［2楽章］
  - フルート小五重奏曲ヘ長調Op.55-2 G.432［2楽章］
  - フルート小五重奏曲ニ長調Op.55-3 G.433［2楽章］
  - フルート小五重奏曲イ長調Op.55-4 G.434［2楽章］
  - フルート小五重奏曲変ホ長調Op.55-5 G.435［3楽章］
  - フルート小五重奏曲ニ短調Op.55-6 G.436［2楽章］
- 6つのフルート五重奏曲G.437～442[fl,2vn,va,vc] 
  - フルート五重奏曲ヘ長調G.437［3楽章］
  - フルート五重奏曲ト長調G.438［3楽章］
  - フルート五重奏曲ハ長調G.439［3楽章］
  - フルート五重奏曲ヘ長調G.440［3楽章］
  - フルート五重奏曲ト長調G.441［3楽章］
  - フルート五重奏曲変ロ長調G.442［3楽章］
- 五重奏曲ハ長調G.443[fl,ob,vn,va,BC]［3楽章］
- 五重奏曲変ロ長調G.444[fl,ob,vn,va,BC]［3楽章］
- ギター五重奏曲集(1798出版)[g,2vn,va,vc]
- ギター五重奏曲第1番ニ短調G.445(1798)［4楽章］（ピアノ五重奏曲Op.57-4からの編曲）
- ギター五重奏曲第2番ホ長調G.446(1798)［4楽章］（ピアノ五重奏曲Op.57-4からの編曲）
- ギター五重奏曲第3番変ロ長調G.447(1798)［4楽章］（ピアノ五重奏曲Op.57-2からの編曲）
- ギター五重奏曲第4番ニ長調G.448『ファンダンゴ』(1798)［4楽章］（Op.10-6,40-2より編曲）
- ギター五重奏曲第5番ニ長調G.449(1798)［4楽章］（Op.53-2,56-5より編曲）
- ギター五重奏曲第6番ト長調G.450(1798)［4楽章］（Op.55-1,53-5より編曲）
- ギター五重奏曲第7番ホ短調G.451(1797?)［4楽章］（ピアノ五重奏曲Op.56-1からの編曲）
- ギター五重奏曲第8番(1797?)〔消失〕
- ギター五重奏曲第9番ハ長調G.453(1797?)［3楽章］（ピアノ五重奏曲Op.56-3より編曲）[5]
- ギター五重奏曲第10番(1797?)〔消失〕
- ギター五重奏曲第11番(1797?)〔消失〕
- ギター五重奏曲第12番(1797?)〔消失〕
- ギター五重奏曲『マドリードの帰営ラッパ』による12の変奏曲（弦楽五重奏曲Op.30より編曲)[5]
- トリオ・ソナタハ長調G.143
- トリオ・ソナタホ短調G.144
- トリオ・ソナタ変ホ長調G.145
- トリオ・ソナタニ長調G.146
- トリオ・ソナタ変ロ長調G.147
- トリオ・ソナタト短調G.148
- 6つのヴァイオリン・ソナタOp.5(3) G.25 - 30(1768)[vn,p] 
  - ヴァイオリン・ソナタ変ロ長調Op.5-1 G.25［3楽章］
  - ヴァイオリン・ソナタハ長調Op.5-2 G.26［3楽章］
  - ヴァイオリン・ソナタ変ロ長調Op.5-3 G.27［2楽章］
  - ヴァイオリン・ソナタニ長調Op.5-4 G.28［3楽章］
  - ヴァイオリン・ソナタト短調Op.5-5 G.29［3楽章］
  - ヴァイオリン・ソナタ変ホ長調Op.5-6 G.30［2楽章］
- 2つのヴァイオリンのための6つの二重奏曲Op.3(5) G.56～61(1761)[2vn]
- 二重奏曲ト長調Op.3-1 G.56［3楽章］
- 二重奏曲ヘ長調Op.3-2 G.57［3楽章］
- 二重奏曲イ長調Op.3-3 G.58［3楽章］
- 二重奏曲変ロ長調Op.3-4 G.59［3楽章］
- 二重奏曲変ホ長調Op.3-5 G.60［3楽章］
- 二重奏曲ニ長調Op.3-6 G.61［3楽章］
- ノットゥルノ『おやすみ』G.62[2vn]［4楽章］
- 二重奏曲第8番ト長調G.63
- 二重奏曲第9番ホ長調G.64
- 二重奏曲第10番ヘ短調G.65
- 二重奏曲第11番ハ長調G.66
- 二重奏曲第12番変ホ長調G.67
- 二重奏曲第13番ニ短調G.68
- チェロ・ソナタヘ長調G.1（第5番）［3楽章］
- チェロ・ソナタ第2番ハ短調G.2（第2番）［3楽章］
- チェロ・ソナタ第3番ハ長調G.3
- チェロ・ソナタイ長調G.4(1773頃)（第6番）［3楽章］
- チェロ・ソナタ第5番ト長調G.5（第3番）［3楽章］
- チェロと通奏低音のためのソナタハ長調G.6
- チェロ・ソナタ第7番ハ長調G.7
- チェロ・ソナタ変ロ長調G.8
- チェロ・ソナタ第9番ヘ長調G.9
- チェロ・ソナタ変ホ長調G.10（第4番）［3楽章］
- チェロ・ソナタ第11番変ホ長調G.11
- チェロ・ソナタ第12番変ロ長調G.12(1766頃)
- チェロ・ソナタイ長調G.13（第1番）［3楽章］
- チェロ・ソナタ第14番変ホ長調G.14
- チェロ・ソナタ第15番ト長調G.15
- チェロ・ソナタ第16番変ホ長調G.16
- チェロと通奏低音のためのソナタハ長調G.17
- チェロ・ソナタ第18番ハ長調G.18
- チェロ・ソナタ第19番ヘ長調G.19
- チェロ・ソナタト短調G.562
- チェロ・ソナタト長調G.563
- チェロ・ソナタニ長調G.564
- チェロ・ソナタ変ロ長調G.565
- チェロ・ソナタ変ホ長調G.566
- チェロ・ソナタ変ホ長調G.567
- チェロ・ソナタ変ホ長調G.568
- チェロ・ソナタハ長調G.569
- チェロ・ソナタヘ長調G.579
- 2つのチェロのためのソナタハ長調G.74[2vc]［3楽章］
- 2つのチェロのためのソナタ変ホ長調G.75
- チェロ・ソナタニ長調G.571（偽作か，カルミレッリ発見）
- チェロ・ソナタニ長調G.572（偽作か，カルミレッリ発見）

### 舞台作品
- サルスエラ『慈悲深い女(ラ・クレメンティーナ)』G.540(1786)（疑作）
- バレエ・パントマイム『チェファロとプロクリ』G.524(1778初演)
- 舞踏のためのメヌエット集Op.41 G.525(1788)
- スペイン舞曲集G.526(1773?)

### 宗教曲
- キリエG.529(1764～66頃)[4独唱,Orch]
- グローリアG.530(1764～66頃)[4独唱,Orch]
- クレドG.531(1764～66頃)[4独唱,Orch]
- スターバト・マーテルOp.61 G.532(1781/1800改訂)[S,弦楽(改訂版=S,A,T,弦楽)]
- 主は言われたG.533(1764～66)[S,A,T,Bs,cho,Orch,org]
- 主は励ましたもうG.534(1764～66)[S,A,T,Bs,Orch,org]
- オラトリオ『ユダヤの王ジョアス』G.537(1765頃)[2S,A,2T,Bs,cho,Orch] P.メタスタージオ詞
- オラトリオ『許されたヨハネ』G.538(1765頃)[2S,A,2T,Bs,cho,Orch] P.メタスタージオ詞
- 9つのビリャンシーコG.539
- カンタータ『サビネとローマの同盟』G.543(1765/1765初演)[S,3T,Bs,cho,Orch] P.A.トレンタ詞

（G.はイーヴ・ジェラールによる作品目録番号）